# Philip Quast
Philip Mark Quast AM (* 30. Juli 1957 in Tamworth) ist ein australischer Musical-Darsteller und Schauspieler, und der Einzige, der drei Laurence Olivier Awards in der Kategorie Best Actor in a Musical gewann. Seine wahrscheinlich bekannteste Rolle war die des Javert im Musical Les Misérables, die er in der ersten australischen Produktion des Musicals spielte. Er trat erneut in dieser Rolle beim „Les Misérables: The Dream Cast in Concert“ anlässlich des 10. Geburtstages des Musicals in der Royal Albert Hall in London auf.

## Leben

### Frühes Leben
Quast wurde am 30. Juli 1957 in Tamworth als einer von drei Söhnen geboren. Er wuchs auf einer Farm auf, die hauptsächlich mit Puten arbeitete. Er wurde in einer Schule mit nur einem Lehrer unterrichtet.

### Karriere

#### Anfänge und Durchbruch mit Les Misérables
Nachdem er 1979 vom National Institute of Dramatic Art graduierte, begann er seine Karriere im State Theatre Company of South Australia. In den frühen 80ern trat er in Stücken wie The Mystery Plays of Wakefield, Three Sisters, On The Wallaby, Pericles, A Month in the Country, As You Like It, Pygmalion, A Hard God und Candide auf. Um diese Zeit fing er auch an, in der australischen Kindersendung Play School sowie in mehreren Seifenopern aufzutreten.
Er spielte in der originalen australischen Produktion von Les Misérables als Javert mit. Er erhielt für seine Performance den MO Award in der Kategorie Best Male Musical Theatre Performer und den Sydney Theatre Critics Award in der Kategorie Best Actor of the Year. 1989 zog er nach London um in „Les Misérables: The Dream Cast in Concert“ aufzutreten. Er trat auch später in Produktionen von Les Misérables als Javert auf.

#### Erfolg mit weiteren Stücken
Mit der Rolle des Georges Seurat im Musical Sunday in the Park with George setzte sich sein Erfolg fort: Er erhielt seinen ersten Laurence Olivier Award. 1993 kehrte er nach Australien zurück, um in Coriolanus und in Into the Woods aufzutreten. Er erhielt den Sydney Theatre Critics Award in der Kategorie Best Actor of the Year für den Auftritt in Into the Woods. Darauf kehrte er nach London zurück um bis 1996 mit der Royal Shakespeare Company aufzutreten. Quast trat 1998 in Hey, Mr. Producer, einem Konzert zu Ehren von Sir Cameron Mackintosh auf. Im selben Jahr erhielt er seinen zweiten Olivier Award für die Rolle des Grahame Chandler in The Fix. Den dritten Olivier Award erhielt er für die Rolle des Emille de Becque in South Pacific. Er wurde 2006 für die Rolle des Juan Perón für einen Olivier-Preis nominiert.
Im Juli 2010 spielte er Mr Banks in der australischen Uraufführung von Mary Poppins. Dafür gewann er 2010 den Victorian Green Room Award (Melbournes höchster Theaterpreis) als bester Nebendarsteller in einem Musical. Außerdem gewann er 2011 den Helpmann-Preis für „Bester Hauptdarsteller in einem Musical“ für diese Rolle.
Er ist hauptsächlich ein Bariton, doch hat er einige Rollen gespielt, die für Tenöre geschrieben wurden. Auch ist er für seine ernsten Rollen bekannt, obwohl er auch komödiantische Rollen gespielt, wie zum Beispiel 2004 den pompösen Miles Gloriosus in einer limitierten Wiederaufnahme von „A Funny Thing Happened“.

### Persönliches Leben
Mit seiner Frau Carol hat er drei Kinder. Sie heirateten 1981.

## Auszeichnungen (Auswahl)
Laurence Olivier Awards
- 1991: Für die Rolle des Georges Seurat in „Sunday in the Park with George“
- 1998: Für die Rolle des Grahame Chandler in „The Fix“
- 2002: Für die Rolle des Emille de Becque in „South Pacific“

Sonstige
- 1988: MO Awards: Best Male Musical Theatre Performer für die Rolle des Javert in „Les Misérables“
- 1988: Sydney Theatre Critics Award: Best Actor of the Year für die Rolle des Javert in „Les Misérables“
- 1993: Sydney Theatre Critics Award: Best Actor of the Year für einen Auftritt in „Into the Woods“
- 2011: Green Room Awards: Male Artist in a Featured Role für die Rolle des George Banks in „Mary Poppins“
- 2011: Helpmann Awards: Best Actor in a Supporting Role für die Rolle des George Banks in „Mary Poppins“
- 2022: Member des Order of Australia für seine Verdienste um die Kunst als Künstler, Mentor und Pädagoge[5]

## Auftritte
- Musicals
  - Candide, 1982
  - Les Misérables, 1985, 1987, 1991, 1992, 1995
  - Into the Woods, 1993
  - The Fix, 1997
  - South Pacific, 1993
  - Mary Poppins, 2011
  - Follies, 2017
- Fernsehen
  - Play School, 1981–1996
  - The Young Doctors, 1982–1983
  - Sons and Daughters, 1984
  - Brides of Christ, 1991
  - The Damnation of Harvey McHugh, 1995
  - Ultraviolet, 1998
  - 2004: Inspector Barnaby (Midsomer Murders) Fernsehserie, Staffel 8, Folge 3: Haus voller Hass (Ghosts Of Christmas Past)
  - Corridors of Power, 2001
- Film
  - Traumhaus auf Raten (Emoh Ruo), 1985
  - To Market To Market, 1987
  - The First Kangaroos, 1988
  - The Caterpillar Wish, 2006
  - Clubland, 2007
  - The Devil’s Double, 2011
- Theater
  - The Mystery Plays of Wakefield, 1980
  - On The Wallaby, 1980
  - Three Sisters, 1980
  - Pericles, 1980
  - A Month in the Country, 1980
  - As You Like It, 1981
  - A Hard God, 1981
  - Pygmalion, 1981
  - Coriolanus, 1993